# Raggruppamento Democratico e Sociale Europeo
Il Raggruppamento Democratico e Sociale Europeo (in francese Rassemblement démocratique et social européen, RDSE) è il più antico gruppo parlamentare francese, presente in Senato dal 1892, a rappresentare la tradizione radicale.
Nato nel 1892 con il nome di  Sinistra democratica (Gauche démocratique), nel 1989 ha preso il nome di Raggruppamento Democratico Europeo (Rassemblement démocratique européen), prima di assumere l'attuale denominazione nell'ottobre 1995.
A partire dal 1901, il gruppo della Sinistra democratica raccolse fondamentalmente gli esponenti del Partito Repubblicano, Radicale e Radical-Socialista, ma anche di altri partiti come l'Unione Democratica e Socialista della Resistenza; dal 1972 continuano a partecipare al gruppo i membri dei due partiti eredi della tradizione radicale: il Partito Radicale (di centro/centrodestra) e il Partito Radicale di Sinistra (di centrosinistra), più altri indipendenti centristi: non è possibile quindi classificare il Raggruppamento democratico e sociale europeo in maggioranza o all'opposizione. In realtà, è caratterizzato dalla libertà di voto di ciascun senatore, al posto della disciplina di gruppo che di solito vige nei gruppi parlamentari.
Tra i membri storici di questo gruppo ci sono stati Arthur Ranc, Émile Combes, Georges Clemenceau, Paul Doumer, Gaston Doumergue, Édouard Herriot, Henri Queuille, François Mitterrand, e Edgar Faure.

## Presidenti

### Sinistra Democratica (1892-1989)
- 1892-1893: Arthur Ranc
- 1893-1894: Émile Combes
- 1894-1895: Henri de Verninac
- 1895-1896: Jean Bernard du Doubs
- 1896-1897: Jean-Baptiste Baduel
- 1897-1899: Paul Peytral
- 1899-1900: Maxime Lecomte
- 1900-1905: Frédéric Desmons (Partito Repubblicano, Radicale e Radical-Socialista)
- 1905-1907: Émile Combes (Partito Repubblicano, Radicale e Radical-Socialista)
- 1907-1911: Adrien Gay de Savary
- 1911-1920: Émile Combes (Partito Repubblicano, Radicale e Radical-Socialista)
- 1920-1924: Gaston Doumergue (Partito Repubblicano, Radicale e Radical-Socialista)
- 1924-1943: Jean-Baptiste Bienvenu-Martin (Partito Repubblicano, Radicale e Radical-Socialista)
- 1946-1948: Jules Gasser (Partito Repubblicano, Radicale e Radical-Socialista)
- 1948-1951: Charles Brune (Partito Repubblicano, Radicale e Radical-Socialista)
- 1951-1959: Henri Borgeaud
- 1959-1968: Pierre de La Gontrie (Partito Repubblicano, Radicale e Radical-Socialista)
- 1968-1978: Lucien Grand
- 1978-1981: Gaston Pams (Movimento dei Radicali di Sinistra)
- 1981-1982: René Touzet
- 1982-1988: Jacques Pelletier (Partito Radicale)
- 1988-1989: Josy Moinet (Partito Radicale di Sinistra)

### Raggruppamento Democratico Europeo (1989-1995)
- 1989-1995: Ernest Cartigny (Unione per la Democrazia Francese)

### Raggruppamento Democratico e Sociale Europeo (1995-)
- 1995-2001: Guy-Pierre Cabanel (Unione per la Democrazia Francese)
- 2001-2007: Jacques Pelletier (Partito Radicale)
- 2007-2008: Pierre Laffitte (Partito Radicale)
- 2008-2011: Yvon Collin (Partito Radicale di Sinistra)
- 2011-: Jacques Mézard (Partito Radicale di Sinistra)